# باربارلا (فیلم)
باربارلا (انگلیسی: Barbarella) فیلمی در ژانر علمی–تخیلی، ماجراجویی، و فانتزی به کارگردانی روژه وادیم است که در سال ۱۹۶۸ منتشر شد. این فیلم بر اساس مجموعه کمیکی به همین نام اثر ژان کلود فورست ساخته شده‌است. از بازیگران آن می‌توان به جین فوندا در نقش اصلی، جان فیلیپ لا، آنیتا پالنبرگ، مارسل مارسو، دیوید همینگز، اوگو تونیاتسی، کلود دوفا و مایلو اوشی اشاره کرد.
این فیلم یکی از سکسی‌ترین فیلم‌های تاریخ سینما می‌باشد.

## بازیگران
- جین فوندا در نقش باربارلا
- جان فیلیپ لا
- آنیتا پالنبرگ
- مارسل مارسو
- اوگو تونیاتسی
- دیوید همینگز
- رومولو والی
- سرژ مارکان
- جانکارلو کوبلی
- ورونیک وندل
- کیتی سوان